# فلاديمير بتروف (مصارع محترف)
فلاديمير بتروف (بالإنجليزية: Al Blake)‏ هو مصارع محترف أمريكي، ولد في 1957 في منيابولس في الولايات المتحدة.

## وصلات خارجية
- فلاديمير بتروف على موقع CageMatch worker (الإنجليزية)
- فلاديمير بتروف على موقع IMDb (الإنجليزية)